# Lasiochlamys reticulata
Lasiochlamys reticulata är en videväxtart som först beskrevs av Schlechter, och fick sitt nu gällande namn av Ferdinand Albin Pax och Hoffmann. Lasiochlamys reticulata ingår i släktet Lasiochlamys och familjen videväxter. Inga underarter finns listade i Catalogue of Life.